# 野際陽子
野際 陽子（のぎわ ようこ、1936年〈昭和11年〉1月24日 - 2017年〈平成29年〉6月13日）は、日本の女優・アナウンサー・司会者・歌手・ナレーター・声優。特技は英語・フランス語。最後の所属事務所はラヴァンス。本名は同じ。

## 来歴

### 生い立ち
石川県河北郡津幡町で生まれ、富山県富山市で育ち、3歳から東京都杉並区天沼で育った。杉並区立杉並第五小学校、立教女学院中学校・高等学校、立教大学文学部英米文学科卒業。大学時代は初代ミス立教に選ばれ、ESSの英語劇セクションと劇団テアトルジュンヌに所属し、四大学英語劇大会など数々の作品に出演。
大学時代の同期には元プロ野球選手の長嶋茂雄、杉浦忠、俳優の高橋悦史、フリーアナウンサーの押阪忍がいる。

### NHKアナウンサー時代
大学卒業後、1958年にNHKにアナウンサーとして入局。秋山和平は同期入局。3か月の研修後に名古屋放送局に赴任。天気・婦人番組を担当。翌年の伊勢湾台風の災害報道にも関わっている。同局には1年後輩のアナウンサーとして下重暁子がいた。1960年にNHK東京放送局（現：NHK放送センター）に赴任。テレビ『おはようみなさん』の司会を週1回担当。以降の2年間は週3本のレギュラー番組を担当した。名古屋赴任時に独身寮の野際の部屋に強盗が入り、ナイフを突きつけられ金銭を獲られたエピソードを明かしている。

### NHK退局、女優へ
1962年3月にNHK退職後、企画を説明する係として広告代理店へ転職。しかし出番が来ないまま3か月が経ち、給料だけもらうのは忍びないと気兼ねしていると、15分の生放送番組である『女性専科』（TBS）の司会者を担うこととなった。『3時にあいましょう』（TBS）では船越英二と司会を務め、二人のコミカルな掛け合いが人気を博した。一部媒体では、「女性フリーアナウンサーの先駆者」と評されることもある。
以降は女優活動が中心となり、TBSのプロデューサー大山勝美は「NHKのアナウンサーだった野際を女優に誘ったのは僕」と述べている。1963年7月5日放送のテレビドラマ『悲の器』(TBS) で主演の佐分利信の教え子になる理知的な若い美人が欲しくて人選していたが、なかなか見つからず。野際は当時NHKの花形美人アナウンサーだったが、近々辞めてフリーになるという噂があり、会って「芝居やってみませんか」と誘ったら「とてもやりたいと思っている」と言われ出演してもらった。ほとんど褒めることのない佐分利が野際のことを「彼女はいいですね」と褒めていたので野際も自信を持ったのではないか、それで東映の映画とかに出演するようになったと述べている。
1966年2月にかねてから念願であったパリへ留学。ソルボンヌ大学で古典仏文学の授業を受けながら、アリアンスフランセーズにも通い、1年を過ごした。翌年帰国後『女性専科』に復帰し、パリで培ったファッションセンスを活かした。
1967年3月、パリからの帰国時に、まだ日本では珍しかったフランス製のミニスカートを着用してタラップを下りてきた。ミニスカートは世界的に流行しつつあったが、日本においては同年10月のツイッギー来日を皮切りに爆発的に流行したが、それよりも7か月早く著名人がミニスカートを穿いて公の場に現れたことから、野際は「日本におけるミニスカート第一号」である。
1968年に『キイハンター』が始まると5年間放送され、視聴率30%以上を記録し一世を風靡した。ディレクターにどうしても歌わせて欲しいと直談判して、主題歌の「非情のライセンス」も歌った。1972年には共演の千葉真一と婚約、翌年結婚。1975年1月1日に長女・真瀬樹里を出産。38歳11か月での初産は当時の芸能人の高齢出産最高齢記録だった。以降、娘の授業参観や学校の運動会などに積極的に参加した。

### 1990年代
1992年、『ずっとあなたが好きだった』でマザコンでオタクの冬彦役を演じた佐野史郎と、彼を溺愛するしたたかな母親役の野際の怪演が話題となり、大ヒット。以後、着物姿の姑役（主に息子に甘く嫁に厳しい姑）が定着し、『ダブル・キッチン』『誰にも言えない』『スウィート・ホーム』『長男の嫁』などTBSドラマの常連になった。
1994年、日本に居たかった野際は、アメリカに拠点を移したかった千葉と離婚。千葉と一緒に記者会見に臨み、「私のわがままです。彼がハリウッド進出のため米国にいるのがほとんどで、千葉真一の妻という感覚が希薄になりフッと忘れてしまうことが多くなった。けじめもつけたかったし、出会った『キイハンター』のころの友達に戻りたかった」と理由を答えている。
1996年、『徹子の部屋』に出演した際に離婚を「良妻賢母と言われていたけれど、任じゃないっていう感じがした」などと当時を振り返っていた。同年10月5日、『オールスター感謝祭'96超豪華！クイズ決定版この秋お待たせ特大号』では60歳255日での最年長優勝を果たした。その記録は23年たった現在も破られていない。

### 2000年代以降
2011年3月、福島第一原子力発電所事故を受け、「原発からでた放射能を無害にする技術ができない限り、原発はありえない」と反原発のスタンスであることをインタビューで語っている。このため、震災後に自宅の照明器具を全て省エネのためLEDに交換している。
2013年12月、特定秘密保護法の制定に関して反対を表明。
2014年（平成26年）に初期の肺腺癌と診断され手術したが、2015年（平成27年）に再発したため再手術で腫瘍摘出手術を行っていた。

### 死去
2016年（平成28年）秋からは『やすらぎの郷』の撮影に参加していたが、癌が再発。体調が日に日に悪化する中、野際はそれを周囲に隠しながら2017年（平成29年）5月7日まで撮影を続行し、代役の効かない重要なシーンをすべて撮り終えていた。
しかし翌5月8日、肺炎を併発して入院。以降容態は回復することなく、1か月後の6月13日午前8時5分、肺腺癌のため東京都内の病院で死去した。81歳没。娘・真瀬や事務所スタッフらが最期を看取った。テレビドラマでは『やすらぎの郷』が、映画では『いつまた、君と〜何日君再来〜』（2017年6月24日公開）が遺作となった。
生涯最後の撮影現場となった『やすらぎの郷』では、撮影の合間に酸素吸入器を付けるなど体調が悪いながらも、最後まで毅然と演じきった。また、『ずっとあなたが好きだった』などで共演した佐野史郎も自身のブログで哀悼の意を表した。

### 死後
2016年11月23日、石川県河北郡津幡町の広報特使を委嘱された。
その後、『やすらぎの郷』の後を受けて放送がスタートした『トットちゃん!』で、娘・真瀬が野際を演じて話題となった。
また、野際がシリーズの初回からレギュラー出演していた『DOCTORS〜最強の名医〜』では、野際没後の2018年放映のスペシャル版から、野際が演じる堂上総合病院院長・堂上たまきは海外に移住し、現地での医療に尽力しているという設定のもと、院長室に飾られた写真での出演となり、それはシリーズの実質完結となる2023年のスペシャル（ファイナル）まで全うされ、話の中で他の出演者が写真に語りかけたり、異国の地で活躍する堂上の噂をするというようなシーンがその都度設けられた。
戒名は慈優院釋尼美陽。墓所は静岡県駿東郡小山町の富士スピードウェイに隣接する冨士霊園にある。

## 人物
家族仲が良く、実家の家族とよくバーベキューを楽しみ、還暦を迎えたのを機に『脱いでみようか』というタイトルのエッセイを出版している。本人曰く「自分のことを正直に書けたので」このタイトルに落ち着いた。
多趣味であり、独身時代から勉強していた語学に加え、結婚後も子供と一緒にアイスダンスやピアノなどを習っていたことがある。ドラマ『キイハンター』の元フランス情報局のスパイ役や、1976年のドラマ『コードナンバー108 7人のリブ』の主演である女性スパイ役は、英語とフランス語が堪能なことを買われての抜擢だった。近雑誌の取材で玉村豊男のアトリエを訪れた事がきっかけで水彩画を描いている。
若い頃は酒豪だったが、女優転向した頃から飲む量をセーブするようになった。その後は“健康おたく”を自称するくらい健康には気を使い、自分で考案したり人に聞いたりした健康ドリンクを長年飲み続け、(いつからかは不明だが)毎朝スムージーも飲むようになった。「老いは股関節から来る」と主治医に聞いてから毎日欠かさずストレッチを続け、180度開脚できるようになった。
『キイハンター』や『鬼平犯科帳』などで共演した丹波哲郎から妹のように可愛がられ、佐野史郎はドラマ『ずっとあなたが好きだった』で野際と共演していた時に、丹波から「陽子をヨロシク！」と声をかけられている。『キイハンター』には衣装スタッフはいたが、本人が普段から最先端のお洒落な服を好んで着ていたことから、時々私服で出演していた。『キイハンター』で共演した大川栄子は後年、野際について以下のように語っている。「撮影現場では決してわがままを言う人ではないが、自分の意見をはっきり言うタイプでした。すましたところがなく気さくでお洒落で憧れのお姉さんでした」。
所属のラヴァンスは、丹波が設立した「丹波プロダクション」が元であり、娘の真瀬を含め、多くの俳優を抱える事務所として営業していた。しかし闘病中の野際は、自身の体調の最悪の事態を考え、事務所社長とともに、所属俳優の他事務所への移籍の口利きを進めた。野際の死去の直前の5月末にて「株式会社ラヴァンス」は解散・消滅した。
『ずっとあなたが好きだった』の後も『ダブル・キッチン』など着物を着た姑役が続くが、「私の後（の姑役）は、浅野ゆう子さんにでもお願いしようかしらね」と語り、浅野とは生涯に渡り交流が続いた。晩年の闘病中であることは週刊誌にスクープ掲載されるまでは極秘だったそうで浅野や佐野、賀来千香子、羽田美智子、坂井真紀、黒柳など特に親交が深い極一部の関係者のみにしか知らせていなかったという。
夫婦役では『ダブル・キッチン』以降伊東四朗との共演が多い。橋爪功とは映画『善人の条件』、『ずっとあなたが好きだった』『スウィート・ホーム』『京都迷宮案内』『新・京都迷宮案内』（無印から9シリーズ連続共演）『笑う三人姉妹』、『告発〜国選弁護人』などで共演している。NHK時代から黒柳徹子との交流が続いていたため、『徹子の部屋』へのゲスト出演21回は女性ゲストでは最多だった（2018年12月21日に和田アキ子が22回の出演で更新される）。
『ダブル・キッチン』では、野際の鼓を叩くシーンが話題となったが、他人の演奏によるアテレコではなく本人が数日間懸命に稽古をした上で実際に叩いた音が使われている。
『旅の香り 時の遊び』で共演していたお笑い芸人のヒロシを可愛がっていた。野際の死去に際してヒロシは「僕が出始めたころは、売れているピークのときでしたが、番組が終わるころになると世間から“一発屋”と呼ばれ、雑に扱われるようになっていたんです。よくある話ですが、売れているときはよくしてくれても、落ちぶれると接し方が変わるじゃないですか。でも野際さんはそんなことがなく、いつも“ヒロシくん、ヒロシくん”と呼んでくれて」と話している。番組スタッフにも「うちのヒロシをよろしく」と言って回ってくれていたそうである。「最初はウソだろう、僕のことなんか見てないだろうと思っていたんですが、本当だと知ってうれしかったですね。僕が番組に出続けられたのは、野際さんのおかげだと思っています」とヒロシは感謝している。野際はヒロシに誕生日プレゼントとして高級スカーフを与えたことがあり、ヒロシはスカーフを身に付ける習慣はないが大事にとっておいているという。
浅野ゆう子からは、「努力家で自分に厳しく、人に優しい性格」と評されている。佐野史郎からは、以下のように評されている。「普段の撮影現場では気配りを欠かさず、一歩下がって常に全体を見渡しているような方でした。決して人の悪口を言ったり、撮影中にトラブルが起きても誰かに文句を言うことはありませんでした」。
人を笑わせることが好きで、撮影現場でちょっとしたいたずらをするお茶目な一面もあった。

## 出演

### テレビドラマ
- 悲の器（1963年、TBS）- 栗谷清子
- 日産スター劇場 「やぶにらみの時計」（1964年、日本テレビ）
- 赤いダイヤ（1963年、TBS）- 井戸美子
- フジ三太郎（1968年、TBS）- 高根秘書
- 君は海を見たか（1970年、日本テレビ）- 木宮佳子
- 松本清張シリーズ・事故（1975年、NHK総合）- 浜口久子
- 事件(秘)お料理法（1977年、関西テレビ）- 湯浅映子
- ポーラテレビ小説「おゆき」（1977年、TBS）- お安
- ドラマ人間模様 万葉の娘たち（1981年1月 - 2月、NHK総合） - 矢追信子
- だんなさまは18歳（1982年 - 1983年、TBS）- 大川達子
- 少女が大人になる時 その細き道（1984年、TBS）- 坪田和子
- 女ざかり（1984年、日本テレビ）
- 旅よ恋よ女たちよ（1985年1月5日、NHK総合） - 若林紘子
- 大河ドラマ (NHK総合)
  - いのち（1986年）- 坂口美代
  - 秀吉（1996年）- 明智美
  - 新選組!（2004年）- 近藤ふで
- 女ともだち（1986年、TBS）- 倉持睦子
- 化身（1987年、フジテレビ）
- キスより簡単（1987年、フジテレビ）- 進藤和江
- 抱きしめたい!（1988年、フジテレビ）- 北村愛
- 吉野物語（1988年 - 1989年、日本テレビ）
- 春までの祭（1989年、フジテレビ）
- 過ぎし日のセレナーデ（1989年、フジテレビ）- 小塚雅子
- 愛し方がわからない（1989年、TBS）- 野口泰江
- HOTEL 第1シリーズ（1990年、TBS）- 大東トラベル社長
- びんた（1990年、TBS）- おりん
- トップスチュワーデス物語（1990年、TBS）- 前田かなこ
- 連続テレビ小説 (NHK総合)
  - 京、ふたり[32]（1990年）- ナレーション
  - ほんまもん[32]（2001年 - 2002年）- 桜井泉恵尼、ナレーション
  - ゲゲゲの女房（2010年）- 飯田登志、ナレーション
- 裸の大将 第44話「清とベンガラの花嫁」（1990年、KTV / 東阪企画） - 古木みつ
- 世にも奇妙な物語（フジテレビ）
  - ハネムーン（1991年）
  - 主婦さち子の秘かな愉しみ（1996年）- 主演・臼井さち子
- 愛さずにいられない（1991年、日本テレビ）- 二宮幸
- 噺家カミサン繁盛記（1991年、フジテレビ）- 敏子
- 白いシャツの女（1992年、フジテレビ）
- 子供が寝たあとで 第9話「洗濯物が乾かない」（1992年6月13日、日本テレビ） - 占いの女
- ずっとあなたが好きだった（1992年、TBS）- 桂田悦子
- 逃亡者 第9話「愛を賭けた非常線」（1992年8月26日、フジテレビ）
- ダブル・キッチン（1993年、TBS）- 花岡真知子
- 誰にも言えない（1993年、TBS）- 山田愛子
- 女検事の捜査ファイル（1993年）- 坪内静恵
- スウィート・ホーム（1994年、TBS）- 小沢頼子
- 愛と疑惑のサスペンス「2度目のウェディング・ベル」（1994年、関西テレビ）- 弓子
- 長男の嫁（1994年、TBS）- 中村節子
- 私の運命（1994年、TBS）- 鈴木真理子
- 月曜ドラマスペシャル
  - 「看護婦探偵 戸田鮎子」（1994年）- 田原梅子
  - 「ヤマ勘記者の事件日誌」（1997年）- 山尾正子
- 静かなるドン（1994年 - 1995年、日本テレビ）- 近藤妙
- ジューン・ブライド（1995年、TBS）- 加茂典子
- 君は時のかなたへ（1995年、テレビ朝日）- 仁科美津子
- 長男の嫁2〜実家天国（1995年、TBS）- 渡辺雅子
- ひと夏のラブレター（1995年、TBS）- 品川富子
- 金曜エンタテイメント（フジテレビ）
  - 浅見光彦シリーズ（1995年 - 2018年）- 浅見雪江
  - 壁ぎわ税務官（2002年 - 2003年）- 鐘野猛子
- 君と出逢ってから（1996年、TBS）- 白木貴子
- ひと夏のプロポーズ（1996年、TBS）- 奥田美津子
- Dear ウーマン（1996年、TBS）- 石丸笑子
- 味いちもんめシリーズ（テレビ朝日）- 吉武小百合
  - 味いちもんめII 京都編（1996年）
  - '97新春ドラマスペシャル 味いちもんめ（1997年）
  - '98新春ドラマスペシャル 味いちもんめ（1998年）
  - '11新春ドラマスペシャル 味いちもんめ（2011年）
  - '13ドラマスペシャル 味いちもんめ（2013年）
- 彼（1997年、関西テレビ）- 麻生陽子
- 理想の結婚（1997年、TBS）- 大滝巴美
- 新幹線'97恋物語（1997年、TBS）- ナレーション
- 職員室（1997年、TBS）- 杉浦教頭
- 僕が僕であるために（1997年、フジテレビ）
- ナースのお仕事2（1997年、フジテレビ）- 山岡美智子
- ガラスの仮面（1997年 - 1999年、テレビ朝日）- 月影千草
- Sweet Season (1998年、TBS）- 小泉富士
- 心室細動（1998年、テレビ朝日）- 谷山智子
- ショムニ スペシャル（1998年、フジテレビ）- 早坂サユリ
- 凍りつく夏（1998年、TBS）- 品川治子
- おじさん改造講座（1998年、NHK総合）- 辻川久美子
- 火曜サスペンス劇場（日本テレビ）
  - 九門法律相談所11（1999年）- 根本喜代美
  - 臨床心理士シリーズ（2000年 - 2002年）- 中村八重子
- 京都迷宮案内、新・京都迷宮案内（1999年、テレビ朝日）- 橘つた子
- 青い鳥症候群（1999年、テレビ朝日）- 磯村綾乃
- 笑ゥせぇるすまん（1999年、テレビ朝日）- 当前康子
- サラリーマン金太郎（1999年 - 2004年、TBS）- 中村加代
- 金曜日の恋人たちへ（2000年、TBS）- 村上玲子
- TRICKシリーズ（テレビ朝日）- 山田里見
  - TRICK 第1シリーズ（2000年）
  - TRICK 第2シリーズ（2002年）
  - TRICK 第3シリーズ（2003年）
  - TRICK 新作スペシャル（2005年）
  - TRICK 新作スペシャル2（2010年）
  - 警部補 矢部謙三（2010年）
  - TRICK 新作スペシャル3（2014年）
- ビッグウイング（2001年、TBS） - 花村翔子 役
- ハンドク!!!（2001年、TBS） - 杉田イネ 役
- ネバーランド（2001年、TBS） - 庄司若葉 役
- 月曜ミステリー劇場（TBS）
  - 森村誠一サスペンスシリーズ（2001年）- 小暮涼子
  - ムコ入り刑事 高山家・明の事件ファイル（2003年 - 2005年） - 高山和枝
  - 弁護士二重丸承子 赤い不在証明（アリバイ）（2005年、TBS）- 主演・二重丸承子
- 別れさせ屋（2001年、日本テレビ）- 一ノ瀬徳子
- カバチタレ!（2001年、フジテレビ）- 失礼な占い師
- 刑事☆イチロー（2002年、TBS）- 藤沢智子
- 迷路荘の惨劇（2002年、テレビ東京）- 糸
- 笑顔の法則（2003年、TBS）- 柚原美沙子
- かるたクイーン（2003年、NHK総合）- 倉田月乃
- 大奥（2003年、フジテレビ）- 実成院
- フジ子・ヘミングの軌跡（2003年、フジテレビ）- 大月吉野
- 流転の王妃・最後の皇弟（2003年、テレビ朝日）- 嵯峨尚子
- 女と愛とミステリー（テレビ東京・BSジャパン）
  - 招かざる客～富士山麓連続殺人事件～（2001年）
  - 温泉仲居探偵の事件簿1 ~宇奈月～魚津連続殺人事件~（2002年）- 緑川琴江
  - 温泉仲居探偵の事件簿2 ~宵待草殺人事件~（2003年）- 緑川琴江
  - 「特捜刑事・遠山怜子」（2003年 - 2004年）- 氷川辰代
- 電池が切れるまで（2004年、テレビ朝日）- 日向昌子
- アットホーム・ダッド（2004年、フジテレビ）- 越川佳恵
- 新しい風（2004年、TBS）- 中澤美登里
- 夢で逢いましょう（2005年、TBS）- 生田華子
- 星野仙一物語 〜亡き妻へ贈る言葉（2005年、TBS）- 小原茂樹の母
- ドラゴン桜（2005年、TBS）- 龍野百合子
- 笑う三人姉妹（2005年、NHK総合）- 野沢時枝
- ハルとナツ 届かなかった手紙（2005年、NHK総合）- 山辺ナツ
- トリプル・キッチン（2006年、TBS） - 今泉美子
- 7人の女弁護士（2006年 - 2008年、テレビ朝日） - 杉本美佐子
- 李香蘭（2007年、TX） - 山口淑子
- エラいところに嫁いでしまった!（2007年、テレビ朝日） - 谷村加代子
- 地獄の沙汰もヨメ次第（2007年、TBS） - 森福千代子 / 橘深雪
- 鬼嫁日記 いい湯だな（2007年、フジテレビ） - 陽光院
- 白虎隊（2007年、テレビ朝日）- 酒井敏子 / 酒井もん
- 鹿鳴館（2008年、テレビ朝日）- ナレーション
- シュラバッ!（2008年、TBS）- 松本花枝
- 月曜ゴールデン (TBS)
  - おふくろ先生のゆうばり診療日記2（2009年）- 青田八重
  - 漬け物学者・竹之内春彦 京都殺人100選（2012年）- 小比類巻すみれ
  - ヤメ判 新堂謙介 殺しの事件簿3（2014年）- 藤安和可奈
- 花嫁のれん（2010年・2011年・2014年・2015年、THK）- 神楽志乃
- 金曜プレステージ「いじわるばあさん」（2010年、フジテレビ）- 石塚恒子
- 境遇（2011年、テレビ朝日）- ミツコ
- 下流の宴（2011年、NHK総合）- 木下満津枝
- 神様の女房（2011年、NHK総合）- 井植こまつ
- DOCTORS〜最強の名医〜シリーズ（テレビ朝日）- 堂上たまき
  - DOCTORS〜最強の名医〜（2011年）
  - DOCTORS〜最強の名医〜スペシャル（2013年）
  - DOCTORS2 最強の名医（2013年）
  - DOCTORS〜最強の名医〜スペシャル（2015年）
  - DOCTORS3〜最強の名医〜（2015年）
  - DOCTORS〜最強の名医〜スペシャル（2018年）※写真出演
  - DOCTORS〜最強の名医〜2021新春スペシャル（2021年）※写真出演
  - DOCTORS～最強の名医～ファイナル～新春ドラマスペシャル（2023年）※写真出演
- 水曜ミステリー9「旅行作家・茶屋次郎10」（2012年、テレビ東京）- 小林多佳子
- 濃姫（2012年、テレビ朝日）- ナレーション
- 松本清張没後20年・ドラマスペシャル 熱い空気（2012年、テレビ朝日）- 稲村繁子
- Wの悲劇（2012年、テレビ朝日）- 和辻みね
- 放送博物館危機一髪（2013年、NHK総合）- 浅井静枝
- 途中下車（2014年、NHK総合）
- 獣医さん、事件ですよ（2014年、日本テレビ）- 柴英恵
- 白銀ジャック（2014年、テレビ朝日）- 日吉友恵
- ほっとけない魔女たち（2014年、THK）- 田代美佐江
- 水曜ミステリー9 金沢のコロンボ（2014年9月24日、テレビ東京）- 前田光江
- 嵐の涙〜私たちに明日はある〜（2016年、THK）- 神楽志乃
- 警視庁捜査一課9係 season11,season12（2016年、2017年、テレビ朝日）- 早乙女静香[33]
- コントレール〜罪と恋〜（2016年、NHK総合）- 青木英恵
- やすらぎの郷[注釈 5]（2017年、テレビ朝日）- 井深凉子
- 黒薔薇 刑事課強行犯係 神木恭子1（2017年12月16日、テレビ朝日）- 謎の老婦人・乾茂美
- やすらぎの刻〜道（2019年、テレビ朝日）- 井深凉子 ※回想シーン

### テレビ映画
- ザ・ガードマン（1967年、TBS）
  - 第110話「栄光への罠」- 古谷由美子
  - 第129話「勲章は高くつく」- 北園桃子
- ローンウルフ 一匹狼（1967年 - 1968年、日本テレビ）- 響冴子
- キイハンター（1968年 - 1973年、TBS）- 津川啓子
- 子連れ狼（1973年、日本テレビ）- お甲
- 非情のライセンス 第1シリーズ 第2話「兇悪の迷路」（1973年、NETテレビ）- 浦田千鶴
- サスペンスシリーズ（1973年、MBS）
  - 人妻恐怖・地獄道路 - 堺冴子
  - 現代鬼婆考・殺愛 - プールの女
- ザ・ボディガード 第3話「哀しみの白い雨傘」（1974年、NET）- 島谷の妻（鷲見秀介の昔の恋人）
- 大盗賊（1974年、フジテレビ）- 横笛のお町
- ザ★ゴリラ7 第2話「札束は殺しのラブレター」（1975年、NET）- 清掃員
- 鬼平犯科帳（1975年、NET）- おまさ
- 剣と風と子守唄（1975年、日本テレビ）- お駒
- 影同心 第15話「三三九度の殺し節」（1975年、TBS）- おきく
- コードナンバー108 7人のリブ（1976年、関西テレビ）- 主演・南條亜紀
- 水戸黄門 (TBS)
  - 第7部 第32話「高嶺の花が俺の嫁‼ -高崎-」（1976年12月27日）- 初花
  - 第8部 第1話「薩摩へ向う世直し旅 -江戸-」（1977年7月18日）- 春日井
- 人形佐七捕物帳（1977年、テレビ朝日）
- 特捜最前線（1978年、テレビ朝日）- 水島亜紀
  - 第77話「挑戦Ⅰ・おじさんは刑事だった!」
  - 第78話「挑戦Ⅱ・僕はおじさんを許さない!」
  - 第79話「挑戦Ⅲ・十三歳の旅立ち!」
- ザ・スーパーガール（1979年 - 1980年、東京12チャンネル）- 主演・広瀬悠子
- Gメン'75　第287話「手術台の上の悪魔」（1980年11月29日、TBS）- 室井医師
- 影の軍団シリーズ（関西テレビ）
  - 影の軍団II 第6話「魔界に消えた女」（1981年11月10日）- 春日井
  - 影の軍団IV 第27話「大老暗殺！桜田門の女たち」（1985年10月1日）- 日下部静子
- 氷点（1981年、TBS）- 辻口夏枝
- 鬼平犯科帳 第3シリーズ 第8話「白と黒」（1982年、テレビ朝日・中村プロ、東宝）- お今
- 銭形平次（フジテレビ）
  - 第823話「花嫁の幽霊」（1982年）- おえい
  - 第868話「七つの顔の平次」（1983年）
- 大奥 第17話「女の情に蛇が棲む」（1983年、関西テレビ）- 音羽
- 大奥犯科帳（1983年、フジテレビ）- 松島の局
- 土曜ワイド劇場（テレビ朝日）
  - 女弁護士・朝吹里矢子7（1983年）
  - お祭り弁護士・澤田吾朗（2000年 - 2002年）- 神崎雅子
  - お祭り弁護士・澤田吾朗（2002年 - 2004年）- 大鷹喜美子
- 土曜ワイド劇場（朝日放送）
  - 新・赤かぶ検事奮戦記（1999年）- 青木若子
  - 温泉 (秘) 大作戦（2004年 - 2015年）- 城之内愛子
- 土曜プライム・土曜ワイド劇場（朝日放送）
  - 温泉 (秘) 大作戦（2016年）- 城之内愛子
- 必殺シリーズ（朝日放送→朝日放送テレビ）
  - 必殺仕事人V（1985年）- お京
  - 必殺仕事人2007（2007年）- 渡辺こう
  - 必殺仕事人2009（2009年）- 渡辺こう
  - 必殺仕事人2010（2010年）- 渡辺こう
  - 必殺仕事人2012（2012年）- 渡辺こう
  - 必殺仕事人2013（2013年）- 渡辺こう
  - 必殺仕事人2014（2014年）- 渡辺こう
  - 必殺仕事人2015（2015年）- 渡辺こう
  - 必殺仕事人2016（2016年）- 渡辺こう[34]
  - スペシャルドラマ必殺仕事人（2018年） ‐ 渡辺こう
- 源義経（1991年、日本テレビ） - 平時子
- 金曜ドラマシアター 実録犯罪史シリーズ「最期のドライブ 富山長野女子高生・OL連続誘拐殺人事件」[35]（1992年6月26日、フジテレビ）[36]
- 八丁堀捕物ばなしシリーズ（フジテレビ） - 江藤十兵衛の妻・ゆい
  - 八丁堀捕物ばなし（1993年）
  - 八丁堀捕物ばなしII（1996年）

### 映画
- 風の武士（1964年）- 律
- 日本侠客伝 血斗神田祭り（1966年）- おその
- 陸軍中野学校 密命（1967年）- 浅井夫人
- さらばモスクワ愚連隊（1968年）- 坂井ユウ子
- やくざ刑事シリーズ
  - やくざ刑事（1970年）
  - やくざ刑事 恐怖の毒ガス（1971年）- 星阿里沙
- 恋の夏（1972年）- 橋本節子
- 必殺仕掛人（1973年）- お吉
- 江戸川乱歩の陰獣（1977年）- 植草京子
- 九月の空（1978年）- 小林キヌ
- 日蓮（1979年）
- 乱れからくり（1979年）- 宇内舞子
- 二百三高地（1980年） - 乃木静子
- 忍者武芸帖 百地三太夫（1980年）- 千代
- 伊賀野カバ丸（1983年）- スー婆さん
- 夏服のイヴ（1984年）- 西丸富子
- BE FREE!（1986年）- 長谷川芳子
- はいからさんが通る（1987年）- 如月
- 青い山脈（1988年）- 寺沢房子
- 丹波哲郎の大霊界 死んだらどうなる（1989年）
- 善人の条件（1989年）- 園田キクエ
- 社葬（1989年）‐ 岡部静子
- 開港風雲録 YOUNG JAPAN（1989年）- お菊
- ふうせん（1990年）- 白戸久江
- 静かなるドン（1991年）
- 修羅場の人間学（1993年） ‐ 朝田つる
- シュート!（1994年）- 田仲俊彦の母 ※声の出演
- とられてたまるか!?（1994年）- 小百合
- スーパーの女（1996年）- お客さま
- あぶない刑事リターンズ（1996年）
- しあわせ家族計画（2000年）- 高田恒子
- 溺れる魚（2001年）
- みんなのいえ（2001年）- 飯島セツ子
- トリック劇場版シリーズ - 山田里見
  - トリック劇場版（2002年）
  - トリック劇場版2（2006年）
  - 劇場版TRICK 霊能力者バトルロイヤル（2010年）
  - トリック劇場版 ラストステージ（2014年）
- ポストマン（2008年）- 木下園子
- チームバチスタシリーズ - 藤原真琴
  - チーム・バチスタの栄光（2008年）
  - ジェネラル・ルージュの凱旋（2009年）
- いつまた、君と ～何日君再来～（2017年） - 芦村朋子（現代）[注釈 6]

### 舞台
- 山城新伍芸能生活30周年記念「泣き笑いキネマの夢・チャンバラ物語」

### テレビアニメ
- しばわんこの和のこころ（2006年）- さちこさん、語り

### 吹き替え
- 0022アンクルの女（1967年）- ステファニー・パワーズ
- ミセス・コロンボ「占いは死の予告」（1980年）- フランシーヌ・タッカー
- エイリアン（1980年）- シガニー・ウィーバー ※フジテレビ版・TBS版（日本語吹替完全版Blu-rayBOX収録）
- ブラックホール（1984年）- イヴェット・ミミュー

### ラジオ
- お好みレコードショップ（NHKラジオ第2） - DJ
- 百万人の音楽（TBSラジオ） - 芥川也寸志と司会

### バラエティ・情報番組
- 女性専科
- 23時ショー - 司会
- 3時にあいましょう- 司会
- いつみても波瀾万丈 - 司会
- しばわんこの和のこころ - 語り部
- ためしてガッテン - ゲスト
- 新伍のお待ちどおさま - レギュラー
- 志の輔・陽子のふるさとトーク（チューリップテレビ）
- 楽珍!スポーツ共和国 - 司会
- クイズずばり知りたい
- クイズ!!データマッチ（レギュラー）
- オールスター赤面申告!ハプニング大賞
- オールスター感謝祭 - 第11回大会では優勝
- クイズ!年の差なんて - 不定期
- 梅宮辰夫＆野際陽子のベストカップル! ナイステレショップ!

### 旅番組
- 旅の香り〜四季の名宿めぐり〜 - 司会

### 教養番組
- 課外授業 ようこそ先輩 - ナレーション

### ドキュメンタリー
- ヒューマンドキュメンタリー「ある少女の選択〜18歳“いのち”のメール〜」（2011年7月22日、NHK総合）- ナレーション
- ザ・インタビュー〜トップランナーの肖像〜（2013年10月 - 、BS朝日）- 日曜インタビュアー（土曜インタビュアーの舘野晴彦とともに担当）

### 音声ガイド
- 東京国立博物館 特別展「京都－洛中洛外図と障壁画の美」（2013年）

### ドラマCD
- ガラスの仮面 名台詞カルタ付録CD（2012年） - 月影千草 役

### CM
- ハウス食品、ジャワカレー 1976年 - 1982年 ※千葉真一と出演[注釈 7]
- JTB、エース「夫婦いい旅」1991年 ※千葉真一と出演
- フジテレビ、みんなそろそろホントのことを - 魔女
- ピエトロ
- 味の素
- 東芝
- アース製薬
- 日本ケンタッキー・フライド・チキン（オリジナルケンタッキー）- ナレーション
- 中部電力
- 通販生活
- ニンテンドーDS
- レディースアートネイチャー
- キリンビバレッジ 烏龍茶 鳳凰 - 鳳凰家の姑
- アステラス製薬「話そう過活動膀胱」

## 受賞
- 2002年
  - 第32回ザテレビジョンドラマアカデミー賞 ザテレビジョン特別賞（『ほんまもん』､『サラリーマン金太郎3』､『京都迷宮案内』､『トリック2』）[37]

## 音楽

### シングル
| 発売日               | 規格             | 規格品番         | 面               | タイトル         | 作詞             | 作曲             | 編曲             |
| テイチクレコード     | テイチクレコード | テイチクレコード | テイチクレコード | テイチクレコード | テイチクレコード | テイチクレコード | テイチクレコード |
| -------------------- | ---------------- | ---------------- | ---------------- | ---------------- | ---------------- | ---------------- | ---------------- |
| 1968年5月            | EP               | SN-647           | A                | 非情のライセンス | 佐藤純弥         | 菊池俊輔         | 菊池俊輔         |
| 1968年5月            | EP               | SN-647           | B                | おしゃれなスパイ | 野際陽子         | 村沢良介         | 小谷充           |
| キャニオン・レコード |                  |                  |                  |                  |                  |                  |                  |
| 1970年10月           | EP               | CA-12            | A                | パリに終った恋   | 野際陽子         | 村井邦彦         | 馬飼野俊一       |
| 1970年10月           | EP               | CA-12            | B                | 過ぎ去りし日々   | 山上路夫         | 村井邦彦         | 馬飼野俊一       |

## 書籍

### 著書
- 『脱いでみようか』（1996年、扶桑社）ISBN 4-594-01885-8
- 『70からはやけっぱち』（2015年、株式会社KADOKAWA）ISBN 978-4-04-067464-3

## 演じた女優
- 真瀬樹里
  - テレビドラマ『トットちゃん!』（2017年10月 - 12月、テレビ朝日）